# Opocopa
Opocopa is een kleine nederzetting in Newfoundland en Labrador, de oostelijkste provincie van Canada.

## Geografie
Het gehucht bevindt zich in het uiterste westen van de regio Labrador en ligt in vogelvlucht 22 km ten noordoosten van Labrador City. De plaats ligt zowel aan de Trans-Labrador Highway (TLH) als aan de QNS&L-goederenspoorlijn. Ze bestaat uit verschillende relatief ver uit elkaar gelegen woningen bij de noordoever van De Mille Lake en bij de Southeast Arm van Shabogamo Lake. De omgeving bestaat uit een rotsachtig en heuvelachtig terrein met dichte bebossing en vele meren.
Opocopa is de enige nederzetting aan de TLH tussen de dorpen Labrador City (rijafstand 25 km) en Churchill Falls (rijafstand 213 km). De plaats ligt zo'n 10 km van de grens tussen Québec en Newfoundland en Labrador. 